# アイルランド神話

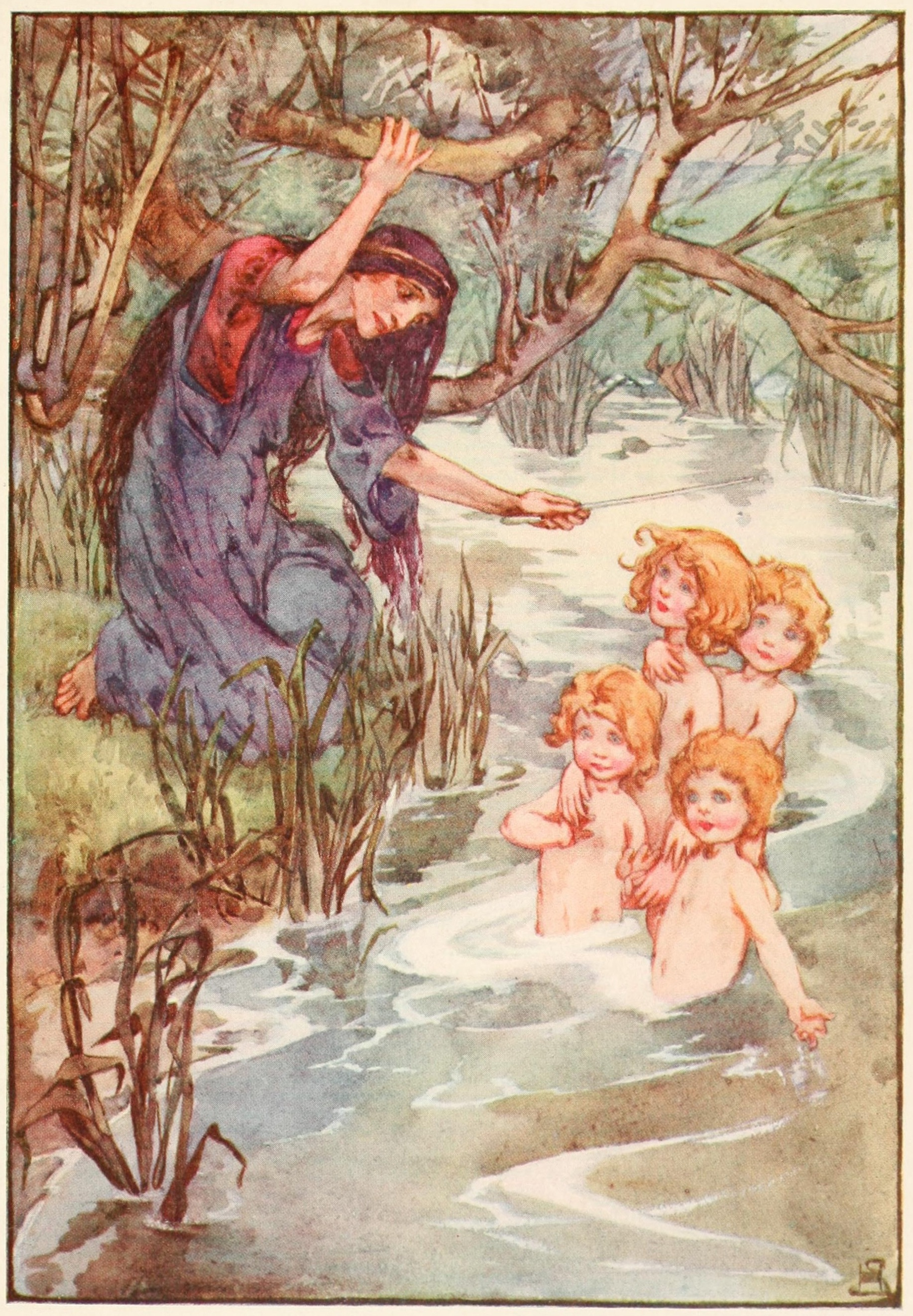
リルの子供たち

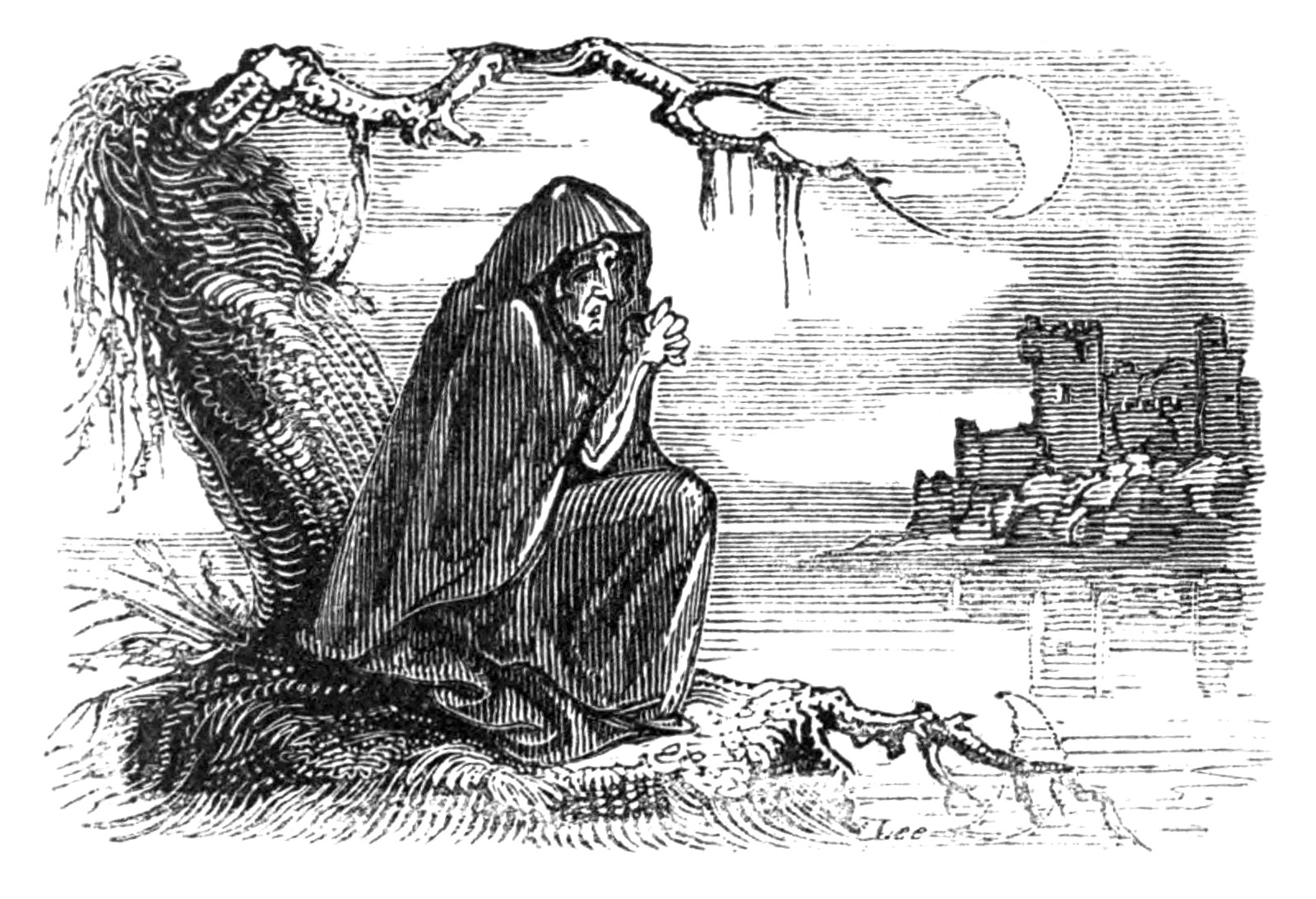
バンシー

アイルランド神話（アイルランドしんわ、英: Irish mythology）とは、キリスト教伝来以前のアイルランドで信仰されていた神々に関する伝承のことである。キリスト教への改宗が進む中で宗教的な意義は奪われてしまったが、完全な形ではないにせよ中世のアイルランド文学にその多くの逸話が保存されている。中世アイルランド文学は、さまざまに枝分かれして語られたケルト神話の最も浩瀚かつ最良の資料である。写本の多くは現存しておらず、またあえて書き残されなかった題材も非常に多いはずだが、重複はあれど固有のサイクル（物語群）として分類することが可能な量の文献は残されている。すなわち、神話物語群、アルスター物語群、フィン物語群、歴史物語群である。このサイクルにはあてはまらない神話的テクストも多く残っている。
さらに、厳密には神話ではないが、これらの物語群に登場する人物を描いた民話も多い。
今日最もよく知られている物語をいくつか挙げると、ティル・ナ・ノーグ、フィン・マックール、フィアナ騎士団、アオス・シ、クー・フーリン、トゥアハ・デ・ダナーン、リルの子供たち、クーリーの牛争い、知恵の鮭などがある。

## アイルランド神話における神々
アイルランド神話における神と女神の重要性は資料によって異なる。地誌的な物語『ディンヘンハス』は女性の神々の重要性を強調する一方、歴史的伝承になると焦点を当てられるのは入植者、発明家、男性の戦士であり、女性の登場人物は挿話的に登場するだけである。
女神たちは場所（土地）と結び付けられており、自らの力をその場所から引き出すかのように描かれる。彼女たちは母なる神であり、大地そのものや子供たちをつかさどっている。あるいは詩、鍛冶、工芸、治癒の女神とされることもある。特に死を予知するなど預言者として現れることが多く、またその時は姿を変えていることも多い。獣形神観はアイルランドの女神の多くに共通する重要な特徴である。カラスの姿をした戦いをつかさどる女神バズヴ・カタは、ケルト神話における男女の神々に獣形神観を取り入れた存在でる。アイルランドの伝承において男性の神は女性の神よりも獣形に変化することが少ないが、姿を変える例は存在する。また、アイルランド神話にも「3つの力」として言及される三神の存在があり、これは力を分割しているというよりも、神に並外れた力があることを表現するものである。女性の神により顕著な性質であるが、神は複数の姿をとることもある。ダグザは2つの別名（エオヒド・オラティルとルアド・ロエサ）で呼ばれており、ルグには2人の兄弟がいて、また技芸の3神（ゴブニュ、クレーニュ、ルフタ）がいる。

### 女神
ケルト文化における母性的要素の優位性のため、ヴィーナスやアフロディーテに相当する愛の女神は欠如している。アイルランド神話には女神に複数のカテゴリ、母なる女神、季節の女神、戦いの女神、が存在する。

### 母なる女神
これら女神のいくつかは全て1柱の女神だと考えられているが、別の物語では個別の女神として扱われている。
母なる女神の中には、繁栄の女神であるアヌ（またはアナ）とダヌ（またはダナ）がいる。さらに、ブリギッドは時に1柱の女神と考えられ、時には三姉妹とみなされる母なる女神である。この女神は詩人や鍛冶師に敬われており、出産を見守る母なる女神である。彼女は繁栄の女神であり、豊かさをもたらす。ブリギッドは季節の女神にも分類することができる。彼女はキリスト教信仰においても聖ブリギッドとして生き残り、一部の現代の民間伝承は聖母マリアへの助産婦を彼女にしている。
これら女神たちの役割は、誕生から思春期を通って受胎までの人生の全サイクルを含んでいる。母なる女神はしばしば大地そのものとして想像される。彼女たちの重要性は一部の学者に母系制社会組織を提案させたが、他の学者はこの議論を女性主義のプロパガンダだと主張、重要性の指摘を全て否定している。  

### 季節の女神
これらの女神たちは祝宴の常連客（パトロン）である。 彼女たちはアイルランドの偉大な宴の間に現れ、豊かさをもたらす。主な女神はヴァハ、カーマン、タルトゥで、他にも季節の女神がいる。

### 戦いの女神
部族を戦争に導く女性の歴史的証拠があるため、戦いの女神はしばしば女戦士と結びつく。多くの場合、戦いの女神は3人組で描かれる。この3人組は異なる女神を含むものに変わったりもする。彼女たちは物理的に関与することなく戦場を支配する。男性神格がしばしば戦闘中の状況として描かれる一方、イベントを操る彼女たちは物理打撃を行う必要がない。この側面は、虐殺の神としての女性の議論につながる。女性神格は自然の出来事に影響を与え、男性神格は社会的な出来事に影響を与えることに学者たちは着目している。主な女神はモリガン、ヴァハ、バズヴである。   

### 神々
アイルランドの神々は4つの主要なグループに分けられる。 グループ1には、ゲールとブリテンの古い神々が含まれる。 第2グループは、多くの神話の主な焦点であり、埋葬塚（死者の大古墳）を住処とするアイルランド土着の神々を網羅している。第3グループは海に住む神々で、第4グループには異世界の物語が含まれる。最も頻繁に現れる神はダグザとルグである。一部の学者は、これら神々の物語がギリシャの物語や神々と合致すると主張している。

### ドルイド
ドルイドは宗教指導者として地域社会から高く評価された。 彼らの役目や起源は議論となるが、それは伝承に書かれていないという事実のためでもある。この証拠文書の欠如は、実践がやがて共通財産になるためと言われている。彼らはよくアイルランド神話に出てきて、天文学を研究している。 

### 英雄
アイルランド神話の英雄たちは異なる2つのグループに分けられる。それは部族内の英雄と部族外にいる英雄である。最初のグループは、人の支配下にある全てを網羅しており、彼の仕事は部族に属さなければならず、その法律の下で生活しなければならない。部族の中で、英雄とは人間種族のことであり神々ではない。英雄たちは、彼らの激怒、情熱、卓越さ、速さで知られている。部族内英雄の一例は、彼を巡ってアイルランドの英雄神話が出来上がったと論じられるクー・フーリン（幼名セタンタ）である。彼は部族の防衛軍であり、一騎打ちの代表者として特徴付けられている。ケルト人は、運命に逆らう事が英雄の偉大な美徳であると考えていた。
2番目は、手つかずの自然が敵対者に属すると想定するものである。これは部族外の英雄を強調しており、最も顕著なのものがフィアナ騎士団の伝説である。彼らは部族制度の外にあり、準遊牧民である狩猟の戦士である。彼らは彼ら自身の指導者の権威の下で生活しており、しばしば英雄たちは半獣性を見せる。この属性によって、英雄たちは神話世界の一部になり、さまざまな神格とつながる。

## 神話の原資料
アイルランド神話にとって主要な写本は3つある。11世紀後半ないし12世紀初頭の『赤牛の書』（愛: Lebor na hUidre）はアイルランド王立アカデミーの図書館に所蔵されている。12世紀初頭の『レンスターの書』（Book of Leinster）はダブリンのトリニティカレッジ図書館にある。12世紀初頭の『グレンダルフの書』（MS Rawlinson B 502）はオックスフォード大学のボドリアン図書館に収蔵されている。これらの年代は写本の作成時期であり、その中身の大半は製本時期よりも古いものとなっている。これらは、全てがアイルランド語で書かれた写本としては、現存する最古のものである。これら写本はアルスター物語群の一部を成している。
その他で重要な資料に、アイルランド西部で14世紀後半または15世紀初頭に書かれた4つの原稿がある。『レカンの黄書』『レカンの大書』『バリーモートの書』である。最初の本はトリニティカレッジに、他の3つは王立アカデミーに収容されている。レカンの黄書は16の章で構成され、フィン・マックールの伝説やアイルランドの聖人伝説、そして『クーリーの牛争い』（愛: Táin Bó Cúailnge）の最初期バージョンを含んでいることで知られる。これはその土地の言葉で記された、ヨーロッパ最古の叙事詩のひとつである。他の15世紀の原稿にも『フェルマイの書』などの興味深い素材があり、ジェフリー・キーティングの『アイルランド史』（愛: Foras Feasa ar Éirinn、1640年頃）のように後に融合した作品もある。特にこれら後年の編者と著者は、それ以後消失してしまった原稿資料を見聞していた可能性がある。
これらの資料を使う場合、これは常にだが、それらが製作された環境の影響を問うことが重要である。原稿の大半はキリスト教徒の修道士によって作成されたもので、彼らは土着文化を記録したい欲望と エウヘメリズムされた神々の一部をもたらしている異教信仰に対する自分たちの宗教的敵意の間に、葛藤があった可能性がある。後年の資料の多くは、アイルランド国民の歴史を創造するためのプロパガンダを一部形成しているかもしれず、それはジェフリー・オブ・モンマスや他の人によって広められたローマ創設者たち（の神話）からイギリス侵略者の神話的降臨との比較ができよう。また、知られているギリシャの図式や聖書の系譜に合わせて、アイルランドの系譜を再加工する傾向もあった。
中世アイルランド文学は古代ケルト人からの幾世紀にもわたる口頭伝承で、本当の古代の伝統を事実上変わらない形で保持してきたことに、かつては疑いの余地がなかった。ケネス・ジャクソンはアルスター物語群を「鉄の時代の窓」と記述し、ギャレット・オルムステッドは、アルスター物語群の叙事詩である『クーリーの牛争い』と、グンデストルップの大釜の図像とを平行（同列）に描こうと試みた。しかしながら、この「ネイティビスト（極端な保護主義）」の立場は、ラテン語学習に伴う古典文学の叙事詩の意図的な模倣においてその多くがキリスト教時代に創作されたと確信する「リビジョニスト（修正主義）」の学者によって異議が唱えられている。
修正主義者は、クーリーの牛争いの中にイーリアスによる影響が明白な小節を示したほか、ダレス・フリギウス著『トロイア滅亡史（De excidio Troiae historia）』のアイルランド適応版である『トロイの崩壊』（愛: TogailTroí）の存在がレンスターの書で見つかった。物語の文化素材は、一般的に遠い過去よりも物語構成時期のより近いものを記述している。素材の（内容を鵜呑みにせず、模倣や改作があった前提での）批判的読解を促すコンセンサスが主流となっている。

## 神話物語群

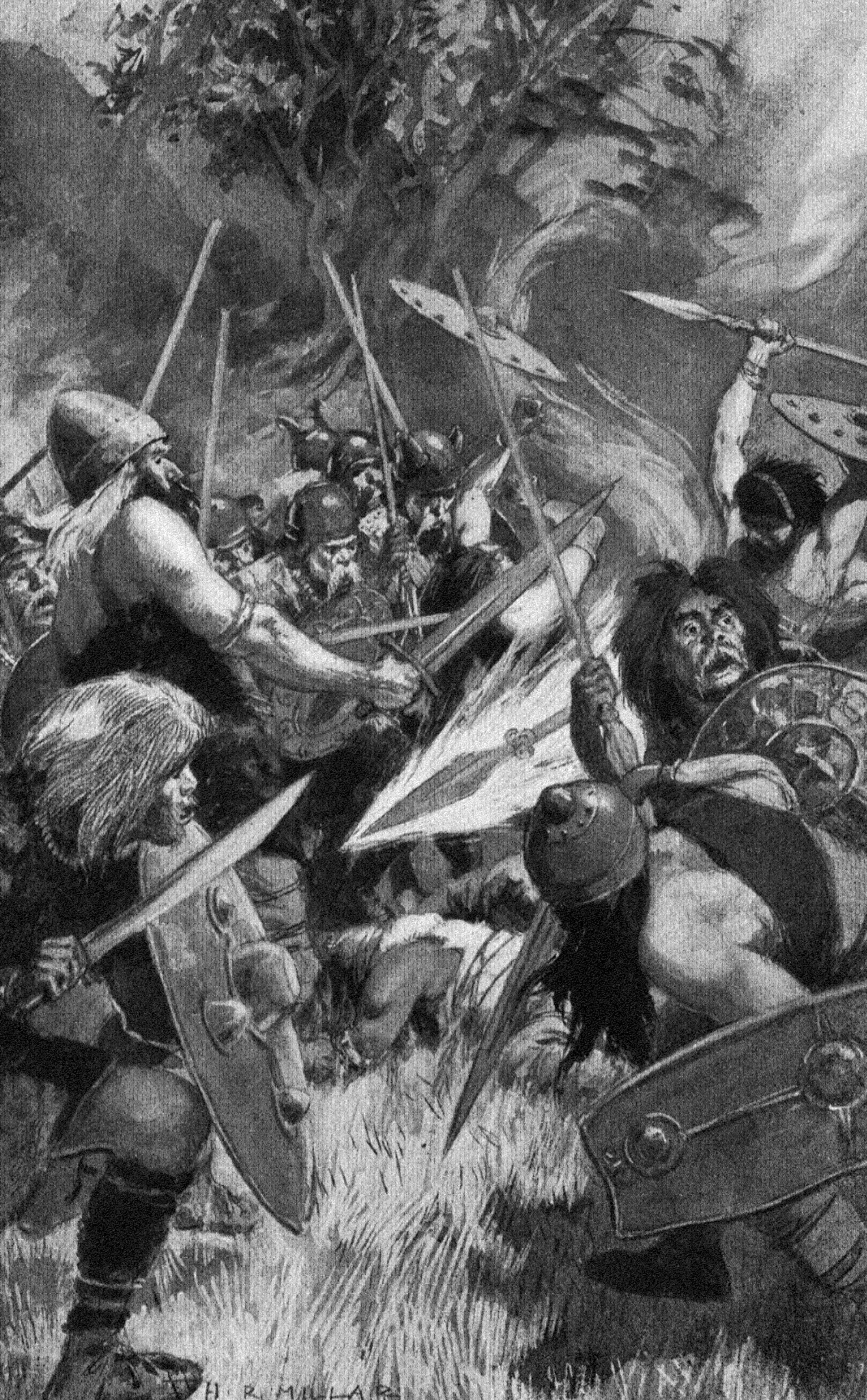
ルグの魔法槍、H.R.ミラー画

古き神の物語とアイルランドの起源からなる神話物語群は、4つのサイクルの中で最も保存が良くない。基本的には島に侵入する者と島に住まう者に関する話である。その人々とはケセアー族とその追従者、フォモール族、ニーム族、フィル・ヴォルグ族、トゥアハ・デ・ダナーン族、ミレー族などが含まれる。最も重要な資料は『ディンハナクス』（愛: Dindsenchas）と『アイルランド来寇の書』（愛: Lebor Gabála Érenn）である。他の書物は、『オェングスの夢』『エーダインの嘆き』『マグ・トゥレドの戦い』、マグ・トゥレドの（第2の）戦い、といった神話的な話を保存している。全てのアイルランド物語で最も有名な話の1つ、『リルの子供たちの悲劇』（またはOidheadh Clainne Lir）もこの物語群の一部である。
『アイルランド来寇の書』は、アイルランド人の祖先をノア以前にさかのぼる、アイルランドの偽歴史である。それは、ゲール人やミレー族の到着前に島に住んでいたと信じられていたトゥアハ・デ・ダナーン（女神ダヌの子孫）として知られる5名を含む、継承の人々によって語られたアイルランドの一連の侵略または「収穫」である。彼らは、魔眼のバロールに率いられた敵のフォモール族と対面した。バロールはマグ・トゥレドの第2戦で長腕のルグ（愛: Lug Lempada）によって最終的に殺された。ゲール人の到着に伴ってトゥアハ・デ・ダナーンは地下へと隠居し、後の神話と伝説の妖精民族になった。
『ディンハナクス』はアイルランド初期の偉大な固有名詞学作品であり、一連の詩の重要な場所の命名伝説を与えている。それは 神話物語群の人物と物語に関する多くの重要な情報を含んでおり、トゥアハ・デ・ダナーンがミレー族に打ち負かされたタルトゥの戦いも含まれる。
中世までトゥアハ・デ・ダナーンは、初期アイルランド黄金時代の姿形を変える魔術師集団と同じくらいで、あまり神として見られていなかったことに注意することが重要である。『アイルランド来寇の書』や『マグ・トゥレドの戦い』などの書物は、遠い過去の王や英雄として伝えられ、死の話で完結する。 しかし、この書物の中やもっと広いケルト世界の両方から、かつて神格と考えられていたかなりの証拠がある。
アイルランドの支配者として居場所を失った後でさえ、ルグ、モリガン、オェングス、マナナン・マクリルなどのキャラクターは、不死を裏切りつつ何世紀も後の物語に登場している。 『レンスターの書』の詩にはトゥアハ・デの多くが掲載されるが、「ただし（著者は）彼らを列挙しても、崇拝はしない」と結んでいる。 ゴヴニュ、クレーニュ、ルフタは「職工芸の三神」と呼ばれ、ダグザの名前は中世の書物では「良い神」と解釈される。ヌアザは英国の神ノーデンスと同族である。ルグは汎ケルト神話におけるルーの反映であり、その名前は「光（light）」を示すかもしれない。トゥレンはゴール語圏の雷神タラニス との関連が、オグマはオグミオとの関連が、バズヴにはカツボズワとの関連がありうる。

## アルスター物語群

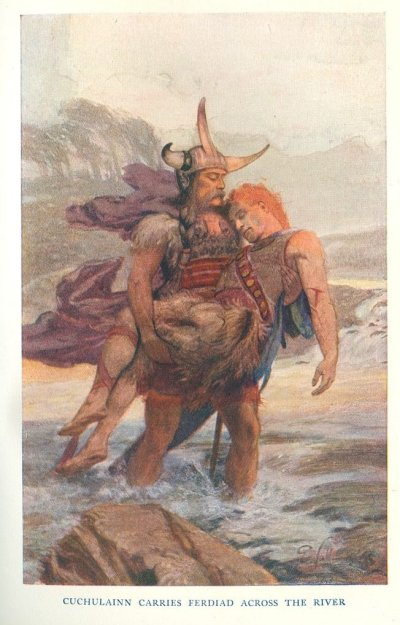
クー・フーリンが川の向こうに フェル・ディアド を運ぶ

アルスター物語群は伝統的に第1世紀（西暦元年-100年）前後に設定されており、大半の行動がアルスターおよびコナハト地方で起こったことである。それは、アルスターの王コンホヴァル・マク・ネサの生涯や、ルグの息子である偉大な英雄クー・フーリンの生涯、そして彼らの友人や恋人、および敵たちを扱う英雄譚の集まりで構成されている。これらはウラッド、またはアイルランド北東端の人々であり、物語の動きはアーマーの近代的な街付近にあるエヴァン・マハ（愛: Emain Macha）の王宮法廷を中心にしている。ウラッドはスコットランドにおけるアイルランドの植民地と密接な関連があり、クー・フーリン訓練の一部はその植民地で行われた。
この物語群は、英雄の出生、幼少期の訓練、求婚、戦い、宴会、死亡の物語で構成され、戦闘は主に単一の戦闘からなり、富が牛で測定される戦士社会を反映している。これらの物語は、主に散文で書かれている。 アルスター・物語群の主題は『クーリーの牛争い』（愛: Táin Bó Cúailnge）である。他の重要な物語としては、『アイフェの一人息子の最期』（愛: Aided Oenfir Aífe）、『ブリクリウの饗応』（愛: Fled Bricrenn）、『ダ・デルガの館の崩壊』（愛: Togail Bruidne Dá Derga）がある。ディアドラの悲劇としてよく知られ、ジョン・ミリントン・シング、ウィリアム・バトラー・イェイツ、ヴィンセント・ウッズの演劇の原典である、『ウシュリウ（ウシュナハ）の息子たちの流浪』もこの物語群の一部である。
この物語群は、少なからず神話物語群に近いものがある。 一部のキャラクターが後年にも再登場しており、姿形を変える同じ種類の魔法など、厳格でほとんど非情な写実主義と並んで（神話群に近い）多くの証拠がある。メイヴやクーロイのような、かつて神格とされたいくつかの人物は怪しいが、特に超人的な豪勇を誇ったクー・フーリンは、命がある（死んでしまう）キャラクターながら特定の時間と場所に関連付けられている。仮に神話物語群が黄金時代を表すなら、アルスター物語群はアイルランドの英雄時代と言える。

## フィン物語群
アルスター物語群と似て、フィン物語群はアイルランドの英雄の行為に関するものである。フィン物語群は3世紀頃、主にレンスターとマンスターの地域に設定されている。それらはスコットランドにおけるゲール語話者コミュニティとの繋がりの強さが他の物語群とは違っていて、同国からフィンの書物が数多く現存する。また、アルスター物語群と違って物語が主に詩で語られており、内容のトーンとしては叙事詩の伝承よりもロマンスの伝承に近い。物語はフィン・マックールと彼の兵士隊、フィアナ騎士団の行動に関するものである。 

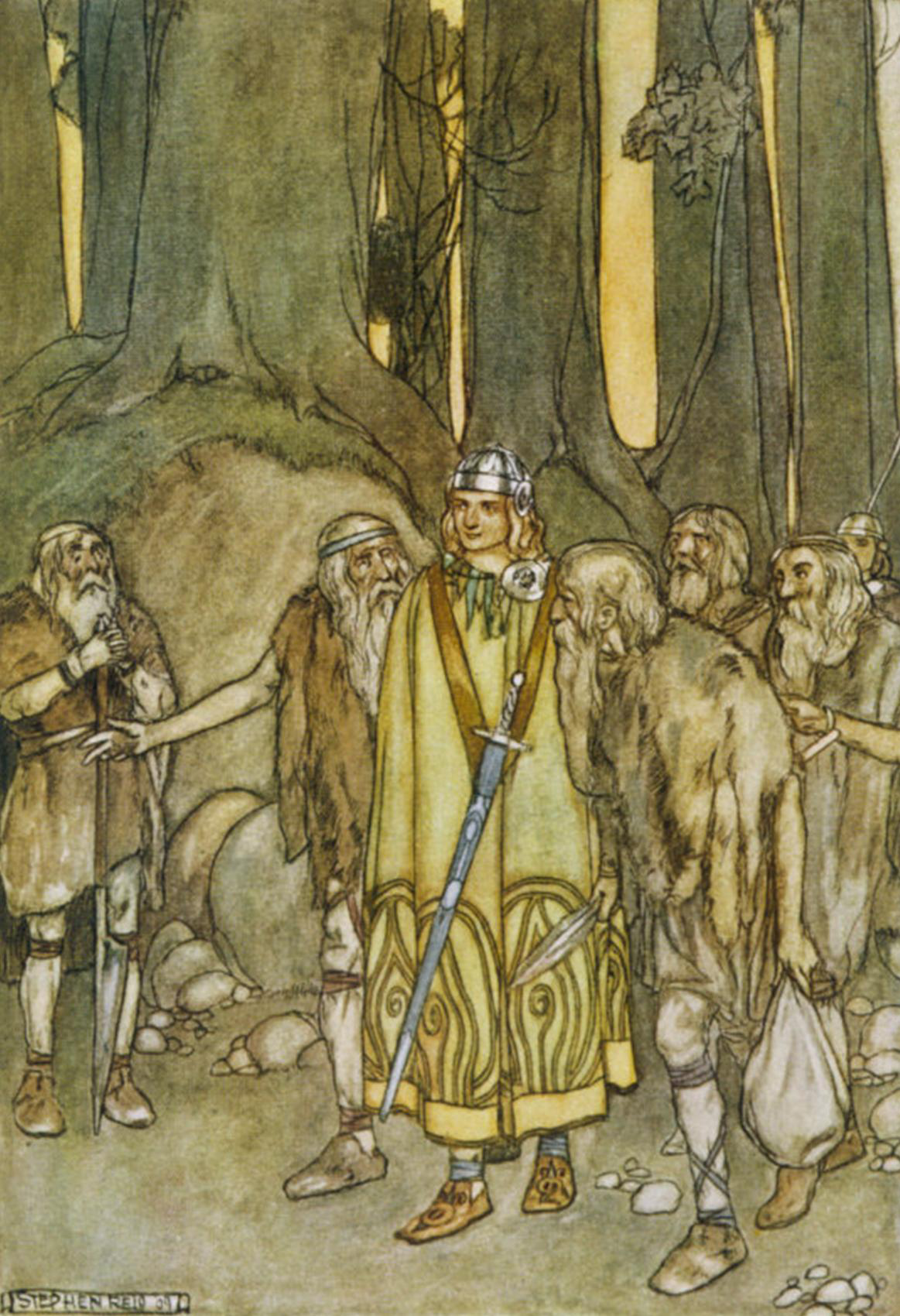
フィン・マックールがフィアナ騎士団を助けに駆け付ける。

フィン物語群の最も重要な資料は『古老たちの語らい』（愛: Acallam na Senórach）で、これは15世紀の2つの手書き原稿『リズモアの書』と『Laud 610』、同じくダブリン県キライニーからの17世紀の手稿がある。言語学的証拠から文章は12世紀のものである。 この書物は、最後まで生き残ったフィアナ騎士団のカイルテマック・ロナインとオイシンそして聖パトリックの間の会話を記録したもので、約8000行からなる。 書物の後年の日付は、フィンの物語のための長い口頭伝承を反映した可能性がある。
フィアナ騎士団の物語はフィン・マックールが率いるバスクナ勢力と敵であるゴール・マック・モーンが率いるモーン勢力に分かれている。ゴールはフィンの父親クーアルを戦闘中に殺しており、少年フィンは秘密裏に成長していった。 若いころ、詩の練習をしながら、知恵の鮭を料理している時にフィンは誤って親指を火傷してしまい、自分の親指を吸ったり噛んだりしたら、親指から膨大な知恵の噴出を受け取ったとされる。彼は騎士団のリーダーという地位を獲得し、そして彼らの冒険に関する様々な話がここでは語られている。 アイルランドの偉大な物語の2つ、『ディアルムドとグラーニアの追跡』（愛:  Tóraigheacht Dhiarmada agus Ghráinne ）と『ティル・ナ・ノーグ』（愛: Oisín in Tír na nÓg）がこの物語群の一部を形成している。数少ないフィンの散文物の1つであるディアルムドとグラーニアの物語は、おそらく『トリスタンとイゾルデ』の原典である。
フィン物語群の世界では、職業戦士が精霊世界の中で狩り、戦い、冒険に時を費やしている。騎士団への新入隊者は、詩に造詣があって、数々の体力テストや試練を経験することも期待されている。詩の大半はオイシンによって作られたものとなっている。この物語群はキリスト教以前とキリスト教時代の間のつなぐ橋渡しだとされている。

## 歴史物語群
詳細は王家物語群を参照。
彼らが奉仕した王の系譜や王家の歴史を記録することは、中世のアイルランド詩人または法廷書記官の義務の一部であった。ここは、神話と歴史を大なり小なり融合させた詩で成り立っている。その結果生まれた物語には、様々な独立したグループがあるため、歴史物語群や王家物語群、またはもっと正確にサイクルズ（複数の物語群）として知られるようになった。
ここに含まれる王の範囲は、紀元前431年頃にアイルランド上王になったと伝えられる、ほぼ完全に神話的なラブレド・ローンスクから、紀元後978年即位の完全に歴史上の人物ブライアン・ボルにまで及ぶ。しかしながら、歴史物語群の最も輝かしいものは、詩と散文で語られた12世紀の『スヴネ（スウィーニー）の狂乱』（愛: Buile Shuibhne）である。ダルアレディの王、スウィーニーは聖ロナンによる呪いをかけられて、半人半鳥の姿になってしまい、人間の仲間から逃げ出して森の中で生涯を生き延びる罪を受けることとなった。その物語は現代アイルランド詩人の想像力を掻き立て、トレヴァー・ジョイスとシェイマス・ヒーニーによって翻訳された。

## その他の物語

### 冒険譚
冒険譚（愛: echtrae）とは、アイルランドの異世界（海を西に渡った向こう側、地下、普通の人間では見えない場所）を訪れる物語のグループである。最も有名な『ティル・ナ・ノーグのオイシン』 はフィン物語群に属するが、『コンレの冒険』『フェバルの息子ブランの冒険』『ロイガレの冒険』など、いくつかの独立した冒険譚がある。

### 航海譚
航海譚（愛: immrama）は、海旅の話であり、漁師の経験と異世界（への冒険）要素を組み合わせた結果生まれたとみられる、不思議な物語である。原稿には7つと書かれている航海譚のうち、現存するのは3つだけ。『メール・ドゥーインの航海』『クーレイ・ウァ・コーラの航海』『スニーガスとマク・リアグラの航海』である。メール・ドゥーインの航海は後年の『聖ブレンダンの航海』の先駆作品である。古代ではなく8世紀後半の作品だが、 ヨーロッパ文学に影響を与えた『アダムナンの幻想』が含まれる。 

### 民間伝承
詳細はアイルランド民話を参照。
20世紀初頭、ヘルミニー・テンプルトン・カバナフが多くのアイルランド民話を書きとめ、雑誌や2冊の本を出版して残した。彼女の死から26年後、『ダービー・オジルと善良な人々』『古き望みの灰』は『ダービーおじさんと不思議な小人たち 』という映画に仕上げられた。注目のアイルランド劇作家、グレゴリー夫人も、アイルランドの歴史を保存するため民俗物語を集めた。

## 文献
一次史料（英訳版）
- Cross, Tom Peete and Clark Harris Slover. Ancient Irish Tales. Barnes and Noble Books, Totowa, New Jersey, 1936 repr. 1988. ISBN 1-56619-889-5.
- Dillon, Myles. The Cycles of the Kings. Oxford University Press, 1946; reprinted Four Courts Press: Dublin and Portland, OR, 1994. ISBN 1-85182-178-3.
- Dillon, Myles. Early Irish Literature. Chicago: University of Chicago Press, 1948; reprinted : Four Courts Press, Dublin and Portland, OR, 1994. ISBN 0-7858-1676-3.
- Joseph Dunn: The Ancient Irish Epic Tale T?in B? C?ailnge (1914)
- Winifred Faraday: The Cattle-Raid of Cualng. London, 1904. This is a partial translation of the text in the Yellow Book of Lecan, partially censored by Faraday.
- Gantz, Jeffrey. Early Irish Myths and Sagas. London: Penguin Books, 1981. ISBN 0-14-044397-5.
- Kinsella, Thomas. The Tain. Oxford: Oxford University Press, 1970. ISBN 0-19-281090-1.
- Gregory, Lady Augusta. Cuchulain of Muirtheme. First Published 1902.

一次史料（中世アイルランド語）
- Cath Maige Tuired: The Second Battle of Mag Tuired. Elizabeth A. Gray, Ed. Dublin: Irish Texts Society, 1982. Series: Irish Texts Society (Series) ; v. 52. Irish text, English translation and philological notes.
- Táin Bo Cuailnge from the Book of Leinster. Cecile O'Rahilly, Ed. Dublin Institute for Advanced Studies, 1984.
- Táin Bo Cuailnge Recension I. Cecile O'Rahilly, Ed. Dublin Institute for Advanced Studies 1976. Irish text, English translation and philological notes.